# Distretto di Balasore
Il distretto di Balasore è un distretto dell'Orissa, in India, di 2 023 056 abitanti. Il suo capoluogo è Balasore.